# Jan Puzyna de Kosielsko
Le prince Jan Maurycy Paweł Puzyna de Kosielsko (né le 13 septembre 1842 à Gwoździec, en Galicie – décédé le 8 septembre 1911 à Cracovie) est évêque auxiliaire catholique de Lwów (actuellement Lviv en Ukraine) de 1886 à 1895, et évêque de Cracovie de 1895 jusqu'à sa mort, en 1911. Devenu cardinal en 1901, il est connu pour ses vues conservatrices et son autoritarisme. 

## Biographie
La Galicie où il est né est une province de l'empire austro-hongrois, peuplée principalement de Polonais et de Ruthènes, avec des minorités juive et allemande. Puzyna est élève à l'école spéciale militaire de Saint-Cyr de 1864 à 1866.
Ordonné prêtre le 1er décembre 1878, il est nommé évêque auxiliaire de Lwów et évêque titulaire de Memphis (de) le 26 février 1886, et consacré évêque le 25 mars de la même année par Mgr Ledóchowski, assisté de l'archevêque de Prague Franziskus von Schönborn et de l'archevêque uniate de Lwów, Mgr Josyf Sembratowicz. Le 15 avril 1901, il est élevé au cardinalat, avec le titre de cardinal-prêtre de Saint-Vital, Sainte-Valérie, Saint-Gervais et Saint-Protais par Léon XIII. 
En route vers le conclave de 1903, Mgr Puzyna rencontre l'empereur à Vienne et lui propose de faire jouer son droit de veto contre le cardinal Rampolla. L'empereur souscrit à l'idée, et le cardinal Puzyna présenta le veto au troisième jour du conclave. 
Il présente l'exclusive de l'empereur d'Autriche François-Joseph contre l'élection du cardinal Rampolla, considéré comme favorable à la Russie et à l'Allemagne. Entre autres choses, Rampolla cherche à gagner les bonnes grâces de la Russie en supprimant la langue polonaise au profit du russe dans les sermons des églises catholiques de la partie soumise au tsar. François-Joseph non plus ne souhaite pas l'élection de Rampolla ; il lui tient rancune de s'être opposé à l'enterrement religieux de son fils Rodolphe qui s'était suicidé. Le cardinal Rampolla par ailleurs soutient ouvertement les forces politiques qui en Autriche sont hostiles à l'empereur. 
C'est la dernière fois qu'un tel droit fut utilisé. Il n'est déjà pas reconnu par le droit canon et n'est à ce titre pas contraignant ; il n'en garde pas moins un poids politique considérable, car les cardinaux craignent de s'opposer à la volonté clairement manifestée d'un des souverains chrétiens. Le droit de veto est aboli dès son élection par Pie X qui frappe d'excommunication toute personne qui oserait essayer de le réintroduire ou d'interférer en quelque manière dans l'élection du souverain pontife. Il décrète en outre que tous les cardinaux prêteraient serment au début du conclave, promettant de ne rien divulguer de ce qui s'y passerait.

## Honneurs
Il reçoit le titre de docteur honoris causa de l'université Jagellonne de Cracovie en 1900.

## Source
- (en) Cet article est partiellement ou en totalité issu de l’article de Wikipédia en anglais intitulé « Jan Puzyna de Kosielsko » (voir la liste des auteurs).